# San Giorgio di Piano
San Giorgio di Piano ist eine italienische Gemeinde (comune) mit 9503 Einwohnern (Stand 31. Dezember 2023) in der Metropolitanstadt Bologna in der Emilia-Romagna. Die Gemeinde liegt etwa 16 Kilometer nordnordöstlich von Bologna und etwa 28 Kilometer südwestlich von Ferrara.
Zur Gemeinde gehören die Ortsteile Cinquanta, Gherghenzano und Stiatico.

## Geschichte

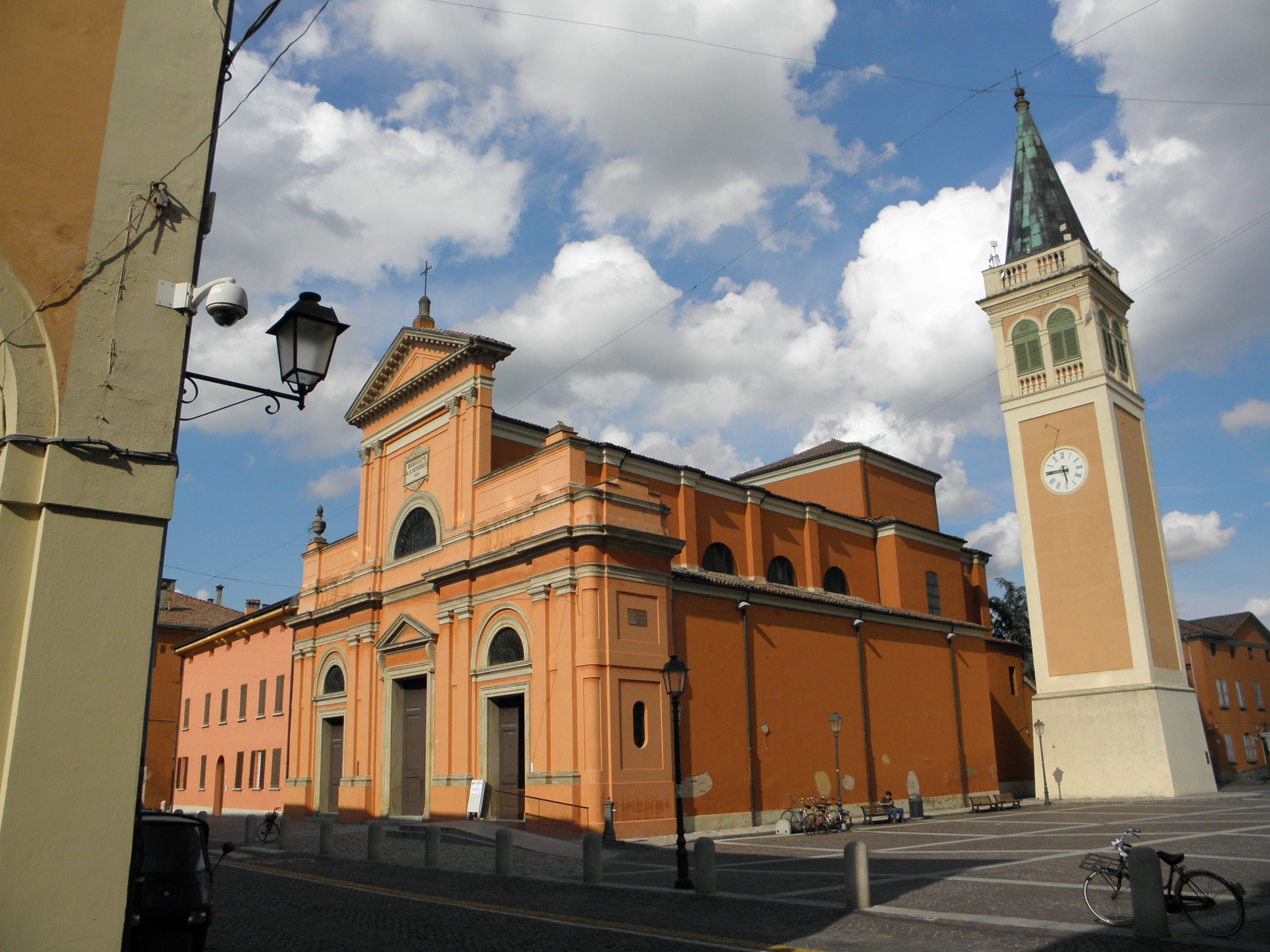
Kirche St. Georg der Märtyrer (San Giorgio martire)

Die Geschichte der Gemeinde reicht bis weit in das Mittelalter zurück. Bereits unter den Ottonen wird 947 das Castello sancti Georgii erwähnt.

## Wirtschaft und Verkehr
Südlich der Ortschaft liegt der Interporto di Bologna, östlich verläuft die Autostrada A13 von Bologna nach Padua. Ein Bahnhof besteht ebenfalls an der Bahnstrecke Padua–Bologna.

## Persönlichkeiten
- Giulietta Masina (1921–1994), Schauspielerin
- Giorgio Francia (* 1947), Automobilrennfahrer